# 버지니아 브루스
버지니아 브루스(Virginia Bruce, 1910년 9월 29일 ~ 1982년 2월 24일)는 미국의 배우, 텔레비전 배우, 영화배우, 가수, 연극 배우이다.

## 영화
- 엔터테인먼트 (1974년)
- 액션 인 아라비아 (1944년)
- 보물섬 소동 (1942년)
- 데어 댓 우먼 어게인 (1939년)
- 렛 프리덤 링 (1939년)
- 본 투 댄스 (1936년)
- 위대한 지그펠드 (1936년) - 오드리 데인 역
- 메트로폴리탄 (1935년)
- 제인 에어 (1934년)
- 콩고 (1932년)
- 후피! (1930년)
- 파라마운트 온 퍼레이드 (1930년)
- 레츠 고 네이티브 (1930년)
- 플로우 스루 (1930년)